# Falsters Minder
Falsters Minder var et statsanerkendt kulturhistorisk museum i Nykøbing Falster på Falster.
Falsters minder fusionerede i 2009 med Lolland-Falsters Stiftsmuseum til Museum Lolland-Falster. Det havde til huse i Czarens Hus, der er et bindingsværksbygning fra 1700-tallet.
Bygningen ejes af Museum Lolland-Falster.
I efteråret 2017 lukkede Falsters Minder som kulturhistorisk museum, og udstillingerne blev taget ned. I stedet vises udstillingen Museum Obscurum. Udstillingen tager udgangspunkt i et fiktivt univers, der integrerede tidens brug af problemstillinger som fake news og informationsvaliditet, og den bruger udstoppede dyr og fabeldyr som varulve og drager. Udstillingen vandt Historiske Dage "Fornyelsespris" i 2018.
Oprindeligt viste Falsters Minder Nykøbings historie fra middelalderen og frem. Men særligt genstande fra 17- og 1800-tallet er repræsenteret og der var også udstilling om Nykøbing Slot.
Museet var med til at bygge en blide i udkanten af Sundby i anledning af Nykøbing Falsters 700 års jubilæum i 1989, under ledelse af Peter Vemming Hansen. Forsøget blev senere til Middelaldercentret med Vemming Hansen som direktør.

## Historie
I 1913 blev der holdt et stiftende møde for "Foreningen til Bevarelse af Falsters Minder" d. 25. januar. Man fik engageret flere borgere fra Falster til at indsamle kulturhistorisk vigtige og interessante genstande. Den første formand for foreningen var P. Petersen, der var viceinspektør på en skole. Den næste formand blev redaktøren H. P. Jensen, der senere blev borgmester i byen. Frem til 1923 opbevarede foreningen deres samling i en kommunal administrationsbygning.
I 1923 blev Czarens Hus skænket til Falsters Minder af konsul Jeppesen, og samlingen blev flyttet til de nye lokaler i 1924. I 1937 blev der fundet en guldring på omkring 2,5 kg i Hannenovmosen ved Tingsted på Falster og museet arrangerede en særudstilling om ringen. Dette gjorde at museet fik fordoblet deres besøgstal til 4000 personer. I 1938 omfattede samlingen 3400 forskellige genstande og i 1946 blev museet statsanerkendt. To år senere blev Falsters Egnshistoriske Arkiv stiftet som en del af Falsters Minder. Det har i dag til huse i en anden af museets bygninger i byen.
I 1953 skiftede museet fra at være en forening til at være en egentlig selvejende institution, selvom den første professionelle leder først blev ansat i 1970'erne.
Fra 1986 har museet haft det arkæologiske ansvar på Falster og nu i Guldborgsund Kommune som en del af Museum Lolland-Falster. D. 25. januar 2013 havde museet 100 års jubilæum. I 2017 ophørte Falsters Minder som kulturhistorisk musum og udstillingssted i traditionel forstand. Museet huser nu udstillingen Museum Obscurum.

## Udstilling
Før Falsters Minder lukkede, kunne man i mange år på museet se udstillede genstande fra middelalderen op til moderne tid.
En del af museet var indrettet som en gammel bygade med bager, tobakshandler, guldsmedebutik og guldsmedeværksted. Guldsmedebutikken blev en del af udstillingen i 1963. Den er oprindeligt tegnet af H.C. Glahn, der også restaurerede Czarens Hus i 1898.
Broderier, egnsdragter fra både Lolland og Falster særligt fra 1750 til 1850 var udstillet og der var tillige indrettet en bondestue fra 1800-tallet fra Horreby samt et finere borgerhjem. Derudover var også udstillet historisk legetøj, porcelæn, glas og håndværktøj. Et cembalo fra 1770 fremstillet af Moritz Georg Moshack, som var af de dygtigste danske fabrikanter, er en del af udstillingen.
Museet har en af Hans August Larsens himmelmaskiner.
I 2010 åbnede en udstilling om Nykøbing Slot, som viste slottets i historie fra det blev bygget i 1594, til det blev revet ned i 1767. Denne udstilling fremviste ligeledes arkæologiske genstande fundet ved udgravninger og to modeller af slottet viste, hvordan det kunne have set ud.

## Den gamle Købmandshandel
Den gamle Købmandshandel fungerer som indgang til udstillingen Museum Obscurum, museumsbutik og turistinformation. Butikken er indrettet som en købmandshandel fra 1950'erne og er bygget op omkring det originale inventar fra Skottemarke Købmandshandel på Lolland, som lukkede i 1987. Butikkens varer er replikaer af varer fra 50'erne og giver indblik i vareudbuddet i en købmandshandel.